# از بوسه تا عشق
از بوسه تا عشق (به ترکی استانبولی: Dudaktan Kalbe) مجموعهٔ تلویزیونی ترکیه‌ای در ژانر درام است که از شبکه شو تی‌وی در سال‌های ۲۰۰۷ تا ۲۰۰۹ پخش شد. این مجموعۀ تلویزیونی شامل دو فصل است. این مجموعۀ تلویزیونی پنجمین اقتباس از رمان معروف رشاد نوری گونتکین، به نام از بوسه تا عشق است.

## خلاصۀ داستان
حسین کنعان موزیسین موفقی است که کودکی تلخ و همراه با فقری داشته‌است پدر او در زندان خودکشی کرده‌است و دایی‌اش او را بزرگ کرده‌است. او در ابتدا عاشق دختری به نام لیلا می‌شود ولی او را رها می‌کند تا به سفر دور دنیا برود تا موزیسین معروفی شود در این فاصله جمیل پسر دایی‌اش با لیلا ازدواج می‌کند. لیلا جمیل را دوست ندارد و جمیل منتظر روزی است که لیلا کنعان رو فراموش کند.
لامیا دختری است که عاشق کنعان و هنرش می‌شود و همیشه از او حمایت می‌کند والدین او هم مرده‌اند و او با فامیلش که با او مثل یک خدمتکار رفتار می‌کنند زندگی می‌کند. کنعان با این که عاشق لامیا است اما نمی‌خواهد سطح اجتماعی پایین او به شهرتش لطمه بزند و همیشه لامیا را از خود دور می‌کند. سرانجام کنعان با جاویدان ازدواج می کند. او دختر یک خانواده ثروتمند و تاجر است. اما اتفاقاتی رخ می‌دهد که کنعان دوباره به سمت لامیا کشیده می‌شود و این اتفاق بارداری لامیا است و...

## بازیگران و شخصیت‌ها
| بازیگر             | نقش               |
| ------------------ | ----------------- |
| آصلی تاندوغان      | لامیا سونمز       |
| بوراک حقی          | حسین کنعان‌گون     |
| اوزگه اوزدر        | جاویدان مریچ‌اوغلو |
| اییت اوزشنر        | جمیل پاشازاده     |
| فادیک سوین آتاسوی  | لیلا پاشازاده     |
| Köksal Engür       | صائب پاشازاده     |
| Salahsun Hekimoğlu | وفیق مریچ‌اوغلو    |
| Gözde Kansu        | نعیمه             |
| Levent Güner       | شکری              |
| Ayten Soykök       | انیسه             |
| Ismail Düvenci     | منیر              |
| Sevgi Onat         | ملک گون           |
| Rafi Emeksiz       | الیاس             |
| Tuncay Akça        | آشچی              |
| Mehtap Bayri       | عفیفه             |
| Ayşen Barutçu      | ماجده             |
| irem Özgün         | گلای              |
| Levent Sülün       | راسیح             |
| Oktay Oy           | ویسل              |
| Yavuz Sepetçi      | کمال              |
| Güzin Alkan        | مقبوله            |
| Uğur izgi          | ناظم              |
| Elif inci          | اینجی             |
| Nazlı Ceren Argon  | پینار             |
| Yunus Güner        | نامیک             |
| Deniz Türkali      | شاهیکا            |
| Meriç Başaran      | سوزان             |
| Aydan Akyol        | نگهبان            |
| Semra Sima         | پرستار            |
| Nihat Altınkaya    | امید آلتوغ        |